# Radmila Šekerinska
Radmila Šekerinska Jankovska (en macédonien : Радмила Шекеринска Јанковска), née le 10 juin 1972 à Skopje, est une femme d'État macédonienne, membre de l'Union sociale-démocrate de Macédoine (SDSM), dont elle est présidente entre 2006 et 2008, et ancienne vice-présidente du gouvernement.

## Biographie

### Formation
Diplômée de la faculté de génie électrique et des technologies de l'information de l'université Saints-Cyrille-et-Méthode de Skopje en 1995, elle travaille en 1996 comme assistante pour les relations publiques au Macedonian Open Society Institute, puis en tant que professeur de génie électrique entre 1997 et 2002. Cinq ans plus tard, elle passe avec succès un master de droit international à l'université Tufts.
Elle parle français et anglais, et est lauréate du prix des leaders mondiaux de demain, décerné par le Forum économique mondial.

### Ascension
En 1993, elle est désignée membre du comité central de l'Union sociale-démocrate de Macédoine (SDSM), puis entre au bureau du parti en 1995, en sa qualité de présidente du mouvement de jeunesse. Elle est élue membre du conseil municipal de Skopje l'année suivante, et devient porte-parole de la SDSM en 1997.

### Députée
Lors des élections législatives de l'automne 1998, elle est élue députée à l'Assemblée, où elle obtient un poste de coordinatrice adjointe du groupe parlementaire social-démocrate, tout en siégeant dans diverses commissions de l'Assemblée. En 1999, elle renonce à diriger les jeunes de la SDSM et devient vice-présidente du parti, chargée des questions internationales. Elle avait abandonné un an plus tôt ses fonctions de porte-parole.

### Ministre
À la suite de la nette victoire de la SDSM aux élections législatives du 15 septembre 2002, Branko Crvenkovski retrouve la direction du gouvernement, dans lequel Radmila Šekerinska est nommée vice-présidente, chargée de l'Intégration européenne.
À ce titre, elle exerce par deux fois l'intérim du poste de président du gouvernement. Tout d'abord, après la démission de Crvenkovski, élu président de la République, le 12 mai 2004, et jusqu'à son remplacement par l'indépendant Hari Kostov, le 4 juin. Kostov renonce cependant le 16 novembre, victime de tensions internes à la majorité, et elle se trouve alors chargée de le remplacer jusqu'à l'investiture, le 15 décembre, de Vlado Bučkovski.

### Dans l'opposition
La SDSM ayant perdu les élections législatives du 5 juillet 2006 contre la VMRO-DPMNE de Nikola Gruevski, elle est élue présidente du parti le 5 novembre, en remplacement de Bučkovski. À l'occasion des élections législatives anticipées du 1er juin 2008, elle forme une coalition, « Soleil – Coalition pour l'Europe », qui stagne en voix mais perd cinq des trente-deux députés que détenaient la SDSM jusqu'à présent. Elle est alors remplacée, par intérim, par le vice-président Zoran Zaev, avant que Branko Crvenkovski ne reprenne, en mai 2009, la direction du parti.
Dans le cadre des élections législatives anticipées du 5 juin 2011, elle est désignée candidate à la présidence du gouvernement par la coalition politique « Pour votre avenir », alliance de centre gauche dominée par la SDSM. Le jour du scrutin, la coalition remporte 32,8 % des voix et 42 députés, soit une progression de neuf points et quinze sièges, sans battre la VMRO-DPMNE, qui perd cependant sa majorité absolue.